# Ріс Фалбер
Ноуелл Ріс Фалбер (англ. Rhys Fulber; нар. 10 жовтня 1970, Ванкувер) — канадський музикант-електронник та музичний продюсер. Він був учасником Front Line Assembly та Delerium разом з Біллом Лібом, і на даний момент займається написанням музики під ім'ям Conjure One.

## Біографія
Ріс Фалбер народився у Ванкувері, Канада, 10 жовтня 1970 року. Його батько був німцем, а мати — британкою. Він познайомився з музикою Led Zeppelin та Kraftwerk за допомогою батька-музиканта (який взяв його з собою на концерт Kraftwerk в 1975 році) і з інструментами вдома, почав займатися ударними у дуже ранньому віці. Його батько пізніше побудував студію звукозапису, де записувалися місцеві панк-рок гурти, і де проводив багато часу Ріс. В 1984 році Ріс все більше стає цікавитись електронною музикою та отримує свій перший синтезатор. В 1986 році він починає дружити з Біллом Лібом, який тільки покинув Skinny Puppy.

## Рання музична кар'єра
Першою роботою Фалбера в Front Line Assembly була одна пісня з їх дебютного альбому Total Terror, та три пісні в The Initial Command. Він також вносить вклад в дебютний альбом Delerium Faces, Forms & Illusions. Протягом цього часу він засновує гурт Will разом з Крісом Петерсоном, Джоном МакРеєм та Джеффом Стоддардом, який проіснував з 1987 до 1992 року.
Він приєднується до Line Assembly під час їх першого концертного туру до альбому Gashed Senses & Crossfire в 1989 році. Він потім приєднується до Delerium як основний учасник, коли проект покидає Майкл Балч. До 1997 року Фалбер бере участь в усіх роботах Front Line Assembly, Delerium та сайд-проектів з Біллом Лібом, включаючи альбоми Tactical Neural Implant та Hard Wired у Front Line Assembly, та Semantic Spaces і Karma з Delerium.

## Продюсування
Фалбер також продюсував і реміксував роботи інших виконавців, такі як альбом Demanufacture у Fear Factory і зробив ремікс на «Mechanical Spin Phenomena» проекту Mnemic. З 1997 до 2002 року Фалбер записав саундтреки до фільмів, деякі релізи Fear Factory та пісні дебютного альбому Джоша Ґробана. В кінці '90'х Фалбер також починає роботу над соло-проектом Conjure One, та знову приєднується до Білла Ліба для роботи над новими піснями Delerium.
Після спродюсування альбому Symbol of Life гурту Paradise Lost, він працює над альбомом Delerium Chimera як один з основних партнерів Ліба в 2003 році, та вдвох вони звершують роботу над альбомом Civilization Front Line Assembly в 2004 році. Ріс працює з шотландським гуртом Serpico, продюсує їх дебютний EP та дебютний альбом 'Neon Wasteland'. Він продюсує канадські хіти співачки Serena Ryder, новий альбом Paradise Lost In Requiem. Він також повертається до роботи з Fear Factory, продюсуючи їх альбом «Mechanize» і також завершує ремікси для Rob Zombie . Він на даний момент працює в своїй студії Surplus Sound studio в Los Angeles, де він завершив третій альбом Conjure One в 2010 році та записав альбом Fear Factory Industrialist та альбом бразильського метал-гурту Optical Faze.

## Родина
Фалбер є двоюрідним братом Шона Атлео, верховного вождя Асамблеї Перших Націй Канади.
Одружений з музиканткою Лією Ренді, має двох синів. Зять музиканта Дона Ренді.